# Jamaal Williams
Jamaal Williams (* 3. April 1995 in Rialto, Kalifornien) ist ein US-amerikanischer American-Football-Spieler auf der Position des Runningbacks. Zuletzt spielte er für die New Orleans Saints in der National Football League (NFL). Williams wurde im NFL Draft 2017 als 134. Spieler in der 4. Runde von den Green Bay Packers ausgewählt. Anschließend spielte er auch für die Detroit Lions.

## Frühe Jahre
Williams besuchte die Highschool in Fontana in Kalifornien. Er entschied sich, nach Schulabschluss die Brigham Young University zu besuchen, nachdem er zuvor außerdem die Boise State University und die San Diego State University besichtigte.

## College
Am College spielte Williams von 2012 bis 2016, mit Unterbrechung im Jahr 2015, für die Brigham Young Cougars in der NCAA Division I Football Bowl Subdivision (FBS).

### Statistik
| Jahr   | Team   | Läufe | Rush Yds | Rush TD | Passfänge | Rec Yds | TD |
| ------ | ------ | ----- | -------- | ------- | --------- | ------- | -- |
| 2012   | BYU    | 166   | 775      | 12      | 27        | 315     | 1  |
| 2013   | BYU    | 217   | 1.233    | 7       | 18        | 125     | 0  |
| 2014   | BYU    | 109   | 518      | 4       | 8         | 47      | 0  |
| 2016   | BYU    | 234   | 1.375    | 12      | 7         | 80      | 0  |
| Gesamt | Gesamt | 726   | 3.901    | 35      | 60        | 567     | 1  |

Quelle: sports-reference.com

## NFL
Williams wurde im NFL Draft 2017 als 134. Spieler insgesamt in der 4. Runde von den Green Bay Packers ausgewählt.
In seiner Rookiesaison 2017 kam Williams zunächst nur wenig zum Einsatz, unter anderem auch, weil die Konkurrenz im Kader der Packers in dieser Saison auf der Position des Runningbacks sehr groß war. Am 10. Spieltag, als alle Spieler, die im Kader vor ihm gereiht waren, verletzt waren, konnte er als Startspieler sehr überzeugen und den Rest der Regular Season als solcher aufspielen, selbst als die anderen Runningbacks wieder einsatzbereit waren.
Am 14. Spieltag wurde er mit 49 gelaufenen Yards, 69 gefangenen Yards und 2 Touchdowns insgesamt zum Pepsi NFL Rookie of the Week gewählt.
Im März 2021 nahmen die Detroit Lions Williams unter Vertrag.
In der Saison 2022 erlief Williams bei 262 Versuchen 1066 Yards und 17 Touchdowns. Damit knackte er als erster Spieler der Lions seit 2013 die 1000-Yards-Marke und stellte einen neuen Franchiserekord für die meisten erlaufenen Touchdowns auf.
Im März 2023 unterschrieb Williams einen Dreijahresvertrag bei den New Orleans Saints. Nach zwei Spielzeiten für die Saints wurde er am 4. März 2025 entlassen.